# Kæledyr
Et kæledyr er et dyr, man holder i sit hjem.
De mest almindelige kæledyr er hund og kat, men også forskellige former af gnavere anses som kæledyr. 
Et kæledyr er et dyr, som ejeren holder af og beholder pga. det selskab dyret tilbyder. Normalt skal disse dyr hverken arbejde eller spises af ejeren. At have et kæledyr kræver omsorg og den rette pleje.
Betegnelserne hobbydyr og selskabsdyr omfatter desuden dyr, ejeren ikke kan være social sammen med som krybdyr eller fisk.
Det er ikke usædvanligt at holde mere eksotiske pattedyr, og de går som regel under betegnelsen hobbydyr, da de kræver store udendørs anlæg, og det er ikke dyr, man aktivt bruger tid sammen med, men dyr man observerer.
Her kan næsebjørn, vaskebjørn og domesticerede arter af ræve nævnes.
Danskerne brugte i 2012 mere end 3,5 milliard kr. på kæledyr, foder og tilbehør; hver husstand med et kæledyr bruger i gennemsnit 6.000 kr. på kæledyret.

## Forbudte selskabsdyr i Danmark
Følgende er en liste over selskabsdyr forbudte at holde som privatperson i Danmark:

### Fugle
- Strudsefugle (dog ikke tinamuer)
- Stormfugle
- Pingviner
- Lappedykkere
- Lommer
- Årefodede
- Storkefugle (dog ikke nathejrer, ibisser og skestorke)
- Flamingoer
- Hyrdefugle
- Vestgribbe
- Hokkoer
- Hoatzin
- Tranefugle (dog ikke vandhøns og trompeterfugle)
- Mågevadefugle
- Steppehøns af arten pteroclidiformes
- Gøgefugle af familien Cuculidæ
- Natravne
- Sejlerfugle
- Biædere

### Krybdyr
- Havskildpadder
- Krokodiller (dog ikke af arterne ostæolæmus og paleosuchus)
- Alligatorer (dog ikke kinesisk alligator)
- Havslanger

#### Snoge
- Liansnoge
- Boomslanger
- Snoge af arten rhabdophis
- Giftsnoge

#### Hugorme
- Hugorme
- Jordhugorme
- Grubehugorme

#### Kvælerslanger
- Tigerpythonslanger
- Klippepythonslanger
- Netpythonslanger
- Grøn anakonda

#### Varaner
- Komodovaraner
- Båndvaraner
- Papuavaraner
- Nilvaraner (inkl. centralafrikansk nilvaran)

### Pattedyr
- Næbdyr
- Myrepindsvin
- Koalabjørne
- Vombat
- Kæmpekænguruer
- Flyvepungegern (dog ikke korthovedet flyvepungegern)
- Alle insektædere på nær pind- og børstesvin
- Hulepindsvin
- Træpindsvin
- Kaguanger
- Flagermus
- Bæveregern
- Bævere
- Flyveegern
- Skælhaleegern
- Alle gumlere på nær niringet bæltedyr
- Skældyr
- Jordsvin
- Sæler
- Hvaler
- Uparrettåede hovdyr (dog ikke domesticerede former)
- Parrettåede hovdyr (dog ikke domesticerede former)
- Elefanter
- Søkøer
- Primater (dog ikke egernaber)

#### Rovdyr
- Ulvedyr på nær tamhund
- Kattedyr på nær tamkat
- Alle andre rovdyr på nær manguster, genette, fennekræve, næsebjørne og fritter
- Rød ræv (dog ikke domesticerede former)
- Ilder (dog ikke domesticerede former)
- Mink (dog ikke domesticerede former)

### Leddyr
- Brasiliansk kæmpeskolopender (scholopendra gigantea) samt scholopendra heros
- Skorpioner af arterne androctonus, buthus, centruroides, tityus, hottentotta, leiurus og parabuthus.

#### Edderkopper
- Atrax robustus
- Phoneutria nigriventer
- Loxosceles reclusa
- Tegenaria agrestis
- Edderkopper af arten latrodectus
- Edderkopper af arten sicarius

### Fisk
- Stenfisk

### Hajer
- Stor hvid haj
- Tyrehaj
- Tigerhaj
- Blåhaj
- Stor hammerhaj (sphyrna mokarran)

### Blæksprutter
- Hapalochlæa maculosa
- Hapalochlæa lunulata